# Чула (Салаж)
Чула (рум. Ciula) насеље је у Румунији у округу Салаж у општини Летка. Oпштина се налази на надморској висини од 272 m.

## Становништво
Према подацима из 2002. године у насељу је живело 142 становника, од којих су сви румунске националности.